# Ceru-Băcăinți
Ceru-Băcăinți (in ungherese Bokajfelfalu, in tedesco Bocksdorf), è un comune della Romania di 302 abitanti, ubicato nel distretto di Alba, nella regione storica della Transilvania.
Il comune è formato dall'insieme di 10 villaggi: Bolovănești, Bulbuc, Ceru-Băcăinți, Cucuta, Curpeni, Dumbrăvița, Fântânele, Groși, Valea Mare, Viezuri.